# Zelotes tuckeri
Zelotes tuckeri este o specie de păianjeni din genul Zelotes, familia Gnaphosidae, descrisă de Roewer, 1951. Conform Catalogue of Life specia Zelotes tuckeri nu are subspecii cunoscute.